# Imazaméthabenz
L'imazaméthabenz  est une substance active de produit phytosanitaire (ou produit phytopharmaceutique, ou pesticide), qui présente un effet herbicide, et qui appartient à la famille chimique des imidazolinones.

## Réglementation
Sur le plan de la réglementation des produits phytopharmaceutiques :
- pour l’Union européenne : cette substance active est interdite à la suite de l'examen relatif à l'inscription à l’annexe I de la directive 91/414/CEE, en application du règlement communautaire 1335/2005/CE du 12 août 2005.
- pour la France : cette substance active n'est pas autorisée dans la composition de préparations bénéficiant d’une autorisation de mise sur le marché. L'avis paru au Journal officiel du 4 mai 2006 retire les autorisations de mise sur le marché des produits phytopharmaceutiques contenant de l'imazaméthabenz, pour tous les usages agricoles et non agricoles, avec un délai d'écoulement des stocks :
  - pour les usages sur blé, jusqu'au 30 juin 2006 pour la distribution, et au 30 septembre 2006 pour l'utilisation,
  - pour les autres usages sur céréales et sur cultures porte-graine mineure, jusqu'au 30 juin 2007 pour la distribution, et au 31 décembre 2007 pour l'utilisation,

## Caractéristiques physico-chimiques
Les caractéristiques physico-chimiques dont l'ordre de grandeur est indiqué ci-après, influencent les risques de transfert de cette substance active vers les eaux, et le risque de pollution des eaux :
- Hydrolyse à pH 7 : très stable,
- Solubilité : 3 000 mg·L-1,
- Coefficient de partage carbone organique-eau : 35 cm3·g-1. Ce paramètre, noté Koc, représente le potentiel de rétention de cette substance active sur la matière organique du sol. La mobilité de la matière active est réduite par son absorption sur les particules du sol.
- Durée de demi-vie : 45 jours. Ce paramètre, noté DT50, représente le potentiel de dégradation de cette substance active, et sa vitesse de dégradation dans le sol.
- Coefficient de partage octanol-eau : 1,9. Ce paramètre, noté log Kow ou log P, mesure l’hydrophilie (valeurs faibles) ou la lipophilie (valeurs fortes) de la substance active.

## Écotoxicologie
Sur le plan de l’écotoxicologie, les concentrations létales 50 (CL50) dont l'ordre de grandeur est indiqué ci-après, sont observées :
- CL50 sur poissons : 280 mg·L-1,
- CL50 sur daphnies : > 100 mg·L-1,
- CL50 sur algues : 127 mg·L-1.

## Toxicité pour l’homme
Sur le plan de la toxicité pour l’Homme, la dose journalière acceptable (DJA) est de l’ordre de : 0,062 5 mg·kg-1·j-1.